# Сергей Касаткин
Вижте пояснителната страница за други личности с името Касаткин.
 Сергей Петрович Касаткин  е руски офицер, полковник. Участник е в Руско-турската война (1877 – 1878). Почетен гражданин на Ловеч.

## Биография
Сергей Касаткин е роден през 1854 г. в град Арзамас, Нижнегородска губерния в семейството на селянин. Ориентира се към военното поприще. Постъпва с военно звание редник в 11-ти Псковски пехотен полк (1876).
В състава на полка участва в Руско-турска война (1877 – 1878). На 22 август 1877 г. е в сборния отряд с командир генерал-майор Александър Имеретински формирана за второто освобождение на Ловеч от османско владичество. Участва непосредствено в битката за Ловеч на 22 август 1877 г. Награден е с войнишкия „Георгиевски кръст“ IV степен. Ранен е в боевете при преминаването на Етрополския балкан.
След войната завършва Московското пехотно юнкерско училище с производство в първо офицерско звание подпрапорщик (1885).
Участва в Руско-японската война (1904-1905). Служи в 66-ти Бутирски пехотен полк. Участва в Първата световна война. Военно звание полковник. Командир на 408-ма Черниговска пехотна дружина, 425-та Волинска пехотна дружина и 505-ти Староконстантиновски пехотен полк (1914-1916). След две ранявания преминава на нестроева служба.
След Октомврийската революция и гражданска война в Русия емигрира в България и се установява последователно в Ловеч (1920) и София (1922). Умира на 23 ноември 1936 г. в болницата на Руския червен кръст в София. Ловчанския вестник „Стремление“ в броя си от 28 ноември 1936 г. информира за събитието. Тази публикация е единствения източник за провъзгласяването на полковник Сергей Касаткин за Почетен гражданин на Ловеч, като герой на второто освобождение на Ловеч от османско иго. Председателя на Ловчанската колония в София инженер Трифон Трифонов и нейните членове: професор Стефан Петков, генерал-майор Атанас Ватев, генерала от пехотата Велизар Лазаров и кмета на Ловеч инженер Петър Иванчев отдават на покойния нужните почести.